# شون شامبرز (لاعب هوكي جليد)
شون شامبرز (بالإنجليزية: Shawn Chambers)‏ هو لاعب هوكي جليد أمريكي، ولد في 11 أكتوبر 1966 في ستيرلينغ هايتس في الولايات المتحدة.

## وصلات خارجية
- شون شامبرز على موقع دوري الهوكي الوطني (الإنجليزية)
- شون شامبرز على موقع قاعة مشاهير الهوكي (لاعب أن.إتش.أل) (الإنجليزية)
- شون شامبرز على موقع EliteProspects.com (الإنجليزية)
- شون شامبرز على موقع HockeyDB.com (الإنجليزية)
- شون شامبرز على موقع Hockey-Reference.com (الإنجليزية)